# Witte Huis (Assen)
Het Witte Huis (1821) is een monumentaal vrijstaand herenhuis in de Nederlandse stad Assen.

## Beschrijving
Het Witte Huis staat aan de Vaart Noordzijde 36 in Assen. Het huis is gebouwd in neoclassicistische stijl met een klassieke fronton, met daarin een familiewapen. Opdrachtgever was Hendrik Jan Oosting, op dat moment 'ontvanger der directe belastingen' en later burgemeester. Al in 1823 werd het gebouw verhoogd en werd er een verdieping bovenop geplaatst. Rond 1830 werd de tuin aangelegd door tuinarchitect L.P. Roodbaard. Het huis werd gerestaureerd in 1978 en is tegenwoordig een rijksmonument.